# Caragana turkestanica
Caragana turkestanica är en ärtväxtart som beskrevs av Vladimir Leontjevitj Komarov. Caragana turkestanica ingår i släktet karaganer, och familjen ärtväxter. Inga underarter finns listade i Catalogue of Life.